# Ulugʻbek Qodirov
Ulugʻbek Nosirovich Kadirov (Uzbekistán, Taskent; 3 de agosto de 1983), conocido como Ulugʻbek Qodirov, es un actor, y productor de cine de origen uzbeko.

## Vida y carrera
Ulugʻbek Nosirovich Kadirov nació el 3 de agosto de 1983 en Tashkent, la capital de Uzbekistán. Se graduó de la escuela número 34 en Tashkent. También se graduó del Instituto de Arte de Uzbekistán. En 2005, recibió el premio "Mejor actor joven del año" en Uzbekistán. Ulugʻbek Qodirov obtuvo un amplio reconocimiento y fama en Uzbekistán en 2009 después de protagonizar la película dramática uzbeka "Shabbona".
Hoy la actriz vive y trabaja en los Estados Unidos. Una de las películas que le dio al actor más popularidad fue la película Baron de 2016. Esta película fue reconocida como la película que abrió nuevas páginas en el cine uzbeko. Además, la película "Traidor", dedicada a los acontecimientos de Andijan en 2005, le dio al actor una gran reputación.

## Filmografía
A continuación se muestra una lista ordenada cronológicamente de películas en las que ha aparecido Ulugʻbek Qodirov.
| Año    | Película                           | Role            | Árbitra       |
| ------ | ---------------------------------- | --------------- | ------------- |
| 200... | Akademiya                          |                 |               |
| 200... | Shayton bilan oʻynashma            |                 |               |
| 2004   | Devona                             | Shodi           |               |
| 2004   | Sarvinoz                           | Odil            |               |
| 2005   | Baxt uchun million                 | Odil            |               |
| 2005   | Oʻyin                              | Jamshid         |               |
| 2006   | Fotima va Zuhra                    | Shohrux         |               |
| 2006   | Shabbona                           | Bahrom          |               |
| 2007   | Sevginator                         | Akmal           |               |
| 2007   | Jazo                               | Jasur           |               |
| 2007   | Panoh                              | Elyor           |               |
| 2008   | Shabnam                            | Bobur           |               |
| 2008   | Iztirob                            | Ruslan          |               |
| 2008   | Telba                              | Rustam          |               |
| 2008   | Oshiqlar                           | Yodgor          |               |
| 2010   | Oʻgʻrigina kelin                   | Jasur           |               |
| 2010   | Sevginator 2: Qaynona operatsiyasi | Akmal           |               |
| 2010   | Majruh                             | Farrux          |               |
| 2010   | Doda                               | Zafar           |               |
| 2011   | Hur qiz                            | ?               |               |
| 2011   | Nafs                               | Ulugbek         |               |
| 2011   | Qasos                              | Bahrom          | [ 9 ] [ 10 ]  |
| 2011   | Er bermoq — jon bermoq             | Otabek          |               |
| 2011   | Yondiradi Kuydiradi                | Azamat          |               |
| 2011   | Jodugar                            | Farxod          |               |
| 2012   | Jannatdagi boʻri bolasi            | ?               |               |
| 2012   | Men yulduzman                      | ?               |               |
| 2012   | O Maryam, Maryam                   | ?               |               |
| 2012   | Akajon xizmatingizdamiz            | Shuhrat         |               |
| 2013   | Panjara                            | ?               |               |
| 2013   | O’lim farishtasi                   | ?               |               |
| 2013   | Rashk                              | Otabek          |               |
| 2013   | Oʻkinch                            | Sherzod         |               |
| 2013   | Arslon izidan                      | ?               |               |
| 2014   | Gunoh                              | Azamat          | [ 11 ]        |
| 2014   | Erkatoy                            | Jamol           |               |
| 2014   | Sotqin                             | ?               | [ 8 ]         |
| 2015   | Aka                                | ?               |               |
| 2015   | Baron                              | Botir (Chempon) |               |
| 2015   | Majnun                             | Majnun          |               |
| 2016   | Baron 2                            | Botir (Chempon) | [ 12 ]        |
| 201... | Rashk 2                            | Otabek          |               |
| 2018   | Sarvqomat dilbarim                 | Baytemir        | [ 13 ]        |
| 2019   | Sniper (2019 film)                 | Yunusbek        | [ 14 ] [ 15 ] |

### Videos musicales
| Año  | Título          | Artista                | Role  |
| ---- | --------------- | ---------------------- | ----- |
| 2002 | Zuxrom kelmadi  | Abdurashid Yuldashev   | Actor |
| 2004 | Ne bo’ldi       | Sevich Mo’minova       | Actor |
| 2005 | Hamon yuragimda | Bunyod                 | Actor |
| 2016 | Ket             | Shahzoda feat. Shoxrux | Actor |
| 2017 | Yomgʻir         | Shahzoda               | Actor |

## Premios
- En 2005 recibió el premio "Mejor actor joven del año" en Uzbekistán.
- En 2008 se convirtió en la ganadora de M & TVA.